# Lika
Lika je pokrajina na jugozahodu Hrvaške s površino okoli 5000 km2. Je kontinentalna pokrajina, ki jo na zahodu omejuje Velebit, na vzhodu pa planina Lička Plješivica. Na severu polagoma prehaja v Gorski Kotar. Strateško je pomembna kot povezava med kontinentalnim in primorskim delom Hrvaške. Največje mesto v pokrajini in njegovo središče je Gospić, ki leži približno v sredini kraškega Liškega polja, po katerem tečejo ponikalnice, mdr. Lika in Novčica. Skupno živi v Liki okoli 50.000 prebivalcev, ki se v glavnem ukvarjajo s kmetijstvom.
Fizičnogeografska regija Like se pretežno prekriva s hrvaško upravno regijo Liško-senjsko županijo, katere glavno mesto je Gospić, poleg njega ima formalni status mesta v tej županiji še liški Otočac, medtem ko Gračac na jugu spada že v Zadrsko županijo, del Like pa sega na severu tudi v Karlovško županijo, kjer je mesto Ogulin ter Josipdol z Modrušem, ki ju včasih prištevajo h Gorskemu kotarju. Druge občine Liško-senjske županije v Liki so: Brinje, Donji Lapac, Lovinac, Perušić, Plitvička jezera (z nekdanjim občinskim središčem Korenico), Udbina (s Krbavo) in Vrhovine.
V Liki ali na njenem robu so kar trije od skupno osmih hrvaških narodnih parkov: Plitviška jezera, Paklenica  in Severni Velebit.
Iz Like med drugimi izvirajo Ivan Lenković, Nikola Tesla, Jovanka Broz, Rade Šerbedžija, Milan Mandarić in Ante Starčević, večinoma pravoslavni Uskoki, ki so živeli v avstrijski Vojni krajini.